# Pasar Baru (Sibolga Kota)
Pasar Baru is een bestuurslaag in het regentschap Sibolga van de provincie Noord-Sumatra, Indonesië. Pasar Baru telt 1487 inwoners (volkstelling 2010).